# Caracu (race bovine)
Pour les articles homonymes, voir Caracu.
Le Caracu est une race bovine brésilienne.

## Origine
Comme le Mocho Nacional, le Caracu est une race tropicale créée au Brésil issus de races européennes.
Elle appartient au rameau blond et est une proche parente de la Minhota.

## Cheptel
Le Caracu représente moins de 5 % du cheptel bovin brésilien. Ce dernier étant surtout constitué de bovins de la race Nélore.